# Mercedes Guerra
Sierva de Dios Madre Mercedes del Niño Jesús Guerra y Contreras (Villa Salavina, Argentina; 17 de septiembre de 1817 - Chascomús, Argentina; 31 de julio de 1901) fue una religiosa y fundadora clarisa argentina.
Ingresó a la Orden Clarisa en 1858. En 1889 fundó la congregación de las Hermanas Terciarias Franciscanas de la Caridad, destinada a la educación y el cuidado de niños y jóvenes en situación social irregular, no se fijaba en la apariencia física de tales, ya que eso era algo que no influía, de la cual fue su primera Superiora General.
Viajó a Roma (Italia) y presentó los estatutos de su congregación al papa León XIII en abril de 1900.
Murió en Chascomús en 1901, a la edad de 83 años. En 2001 fue declarada Sierva de Dios y se está llevando a cabo su proceso de beatificación.

## Biografía
Nació en Villa Salavina, en la provincia de Santiago del Estero, en el mes de septiembre de 1817, hija de Antonio Guerra, un inmigrante español, y de doña Inés Contreras, dama santiagueña. El 7 de diciembre es bautizada en la Iglesia del Carmen de la villa de Salavina. 
Como a los casi dos años, en 1819 pierde a su madre y su padre la condujo a Córdoba, donde procuró darle la educación que convenía a su situación social y a su familia. Hacia 1821 muere Antonio Guerra. Entonces ella vive con sus hermanas Juana María, Fortunata y Tránsito, asiste al colegio de Huérfanas de Santa Teresa en calidad de alumna externa. Hacia 1837 en adelante, cose con su hermana para el Ejército de la Patria, a instancias de su cuñado el coronel Domingo Riesco amigo del General Juan Manuel Belgrano.
Allí pasó los años de su adolescencia juventud en la cual despuntó desde temprano un fervoroso anhelo de ser religiosa franciscana. Sin embargo, su clara vocación fue rigurosamente probada, ya que recién después de diez años de espera (1847-1857) y el 3 de marzo de 1857 toma el velo e ingresa en CLAUSURA, con la Monjas Clarisas Capuchinas de la ciudad de Buenos Aires, tenía entonces 40 años.
Pero muy pronto tuvo que abandonar el Convento con íntimo dolor de su alma, ya que su salud débil y quebradiza es afectada por un carbúnculo (es una especie de grano que estaba en la frente, y que le producía alta fiebre) que la llevaba a no poder soportar las austeridades de la Regla del Monasterio.
Dispuesta a ser franciscana no sólo de corazón, sino también en las obras, hacia 1859 se dedicó a enseñar a domicilio a los alumnos incorregibles en forma gratuita, recibir pensionistas y a cuidar a los enfermos a domicilio con profunda abnegación. Hacía varios años que Sor Mercedes estaba consagrada a los que sufren, y cuando 1871 se declaró la epidemia de fiebre amarilla ella asiste a los apestados (hay más de 12.000 muertos en la ciudad) amplio campo de acción se le ofreció. Olvidándose de sí misma, del peligro de contagio que corría, de su propia debilidad física, porque queda inválida; multiplicó sus esfuerzos, valiéndose de una muleta, para asistir material y espiritualmente a los apestados. Con tal sacrificio y abnegación mereció después el aplauso de la sociedad porteña que se concretó en un premio que le otorgó la Municipalidad y la Sociedad de Beneficencia de Buenos Aires.
Su vida estaba marcada por el sufrimiento, y éste volvió a visitarla mediante una prueba que puso de manifiesto toda la profundidad de su fe y entereza de su temple el 22 de mayo de 1872. De momento para otro, asistiendo al señor Ambrosio Lezica, que estaba enfermo, quedó ciega sufriendo agudos dolores en los ojos. El Dr. Cleto Aguirre uno de los fundadores de la oftalmología argentina, le aconseja una intervención quirúrgica para calmar el tormento. Ella acepta y es operada por él, quedando ciega durante 18 meses. Hasta que el Señor, por mediación de la Ssma. Madre se dignó devolverle el don de la vista, en forma completamente singular. Cuando un hijo del señor Lezica, Domingo Faustino, regresa de Francia en 1873. Le ofrece agua de Lourdes. Mercedes reza la novena echando mano del agua y recobra la visión. Ante este MILAGRO los hombres de ciencia se muestran incrédulos. Pero ella no se deja condicionar ante tal actitud y continúa con la actividad de cumplir con la promesa realizada: "fundar una sociedad o congregación que se dedicara especialmente al cuidado de los enfermos a domicilio sin distinción de credo ni de clases sociales. Manifiesto al pueblo de Buenos Aires. En 1873 viste el hábito franciscano abierto, con autorización de sus superiores. Nuclea amigas y terciarias que la acompañen en dicha tarea.
Así nace el instituto de Las Hermanas Terciarias Franciscanas de la Caridad fruto del más acendrado amor a Dios y al Prójimo, y quedó instituido canónicamente como tal el 13 de abril de 1880 en que se vistieron el hábito de novicias, 8 señoritas deseosas de sacrificio. Ante la presencia del Monseñor Aneiros y autoridades de la orden de San Francisco de Asís. Con sus hijas asiste a los caídos en el campo de batalla de la Revolución del 80 por la federalización de Buenos Aires (Belgrano y Barracas).
El 15 de agosto de 1884 participa en el 1º Encuentro Católico Argentino, en el cual se debaten problemas sociales y educacionales. José Manuel Estrada la distingue con un premio por los servicios asistenciales prestados a la patria. En este mismo año se produce el cólera morbus, ella con las hermanas brindan la asistencia en los lazaretos de Lobos y de Chascomús (pcia. de Bs. As.). Por esta labor recibe un agradecimiento especial de sendos municipios.
En 1888 se traslada con otras hermanas a El Recreo, frente a la laguna de Chascomús, para fundar un asilo con el nombre de San José de niños huérfanos, pobres y desvalidos, porque sus padres fallecieron por la enfermedad del cólera. Obra que realizó con mucha abnegación e incomprensión de las personas más cercanas a ella, pero que la autoridad eclesiástica supo apoyarla y defenderla en dicha misión, el Monseñor Federico Aneiros. En la capilla de Chascomús toma hábito una novicia con la asistencia de Monseñor José María Bottaro (ofm) Guardián de San Francisco (Bs. As.) y futuro Arzobispo bonaerense. En 1895, Mercedes Guerra tiene un desmejoramiento de salud hasta tal punto que debe estar postrada, junto ello se le agrega problemas económicos–administrativos en el Asilo. Más tarde, logra mejorarse y asiste a la profesión de una religiosa y a la toma de velo de 7 postulantes, con la Presencia del Arzobispo Aneiros.
Hacia 1900 cuando el Papa León XIII celebra el gran jubileo en Roma. La Madre Mercedes participa llena de alegría de la peregrinación argentina. Tenía entonces 84 años. Al verla León XIII a sus pies por intuición divina el 4 de octubre exclama "¡He aquí el tipo de Mujer Fuerte!", obsequiándole una hermosa medalla. Ganado el Jubileo y recibido la Bendición Apostólica retorna a su patria el 26 de noviembre.
Decae notablemente su salud en 1901. En junio es trasladada a Buenos Aires por las señoras Carmen Madariaga de Gallino y Josefa Manterola de Vassalicós, para ser atendida por el Dr. P. Paulucci. Acuden a saludarla el Arzobispo de Buenos Aires y el Obispo de la Plata. Toda la sociedad sigue la evolución de su salud, y el 31 de julio a las 21.30 horas fallece en la Calle Lavalle 1737.
Sus restos fueron depositados en el Cementerio de la Chacarita, en el Panteón de la Congregación. El 31 de julio de 1962 fueron trasladados a la Iglesia de San Idelfonso, junto a la casa Madre, y en 1978 sus restos son colocados en la Capilla de la Casa Madre de las Hermanas Terciarias Franciscanas de la Caridad, donde espera la exaltación de sus virtudes.     

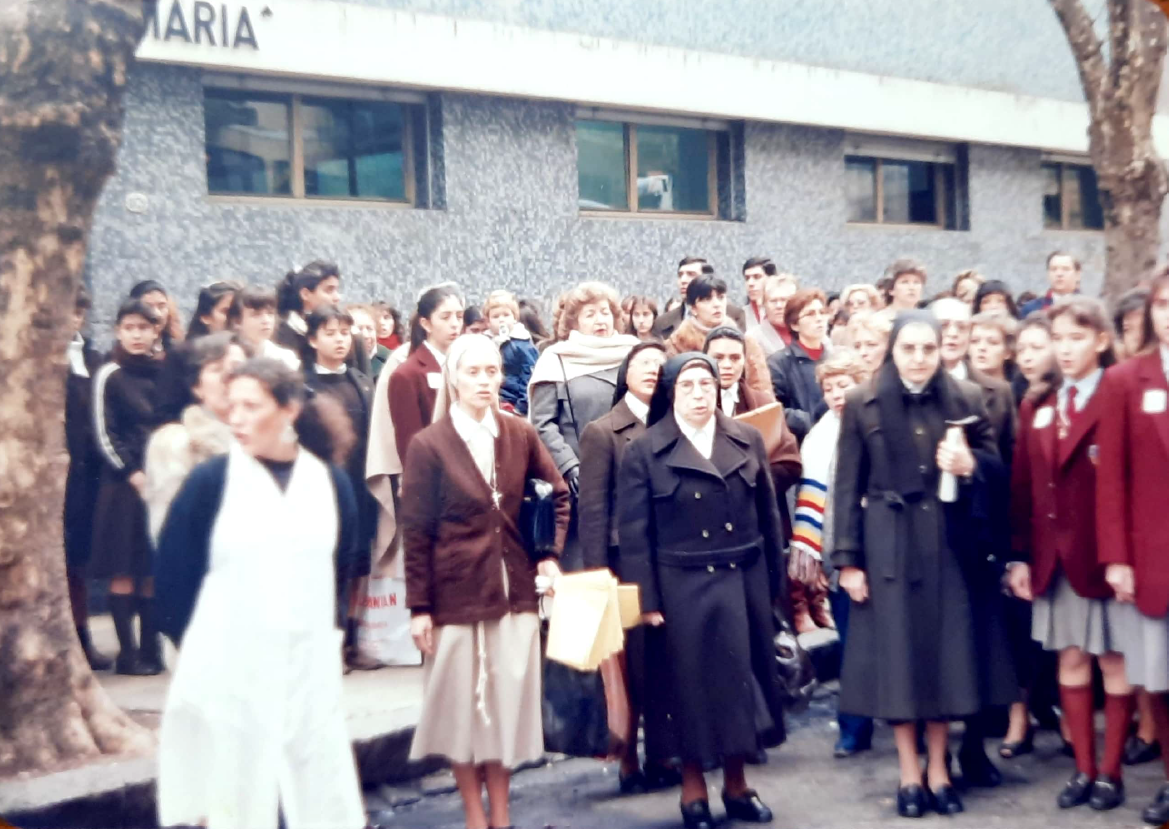
Hermanas Terciarias Franciscanas de la Caridad

## Colegios fundados por la Congregación de Hermanas Terciarias Franciscanas de la Caridad
- Instituto Corazón de María (Capital Federal)
- Colegio Primario General José de San Martín (José C. Paz, Buenos Aires)
- Instituto Secundario General José de San Martín (José C. Paz, Buenos Aires)
- Colegio Nuestra Señora de la Asunción (Rosario, Santa Fe)
- Colegio San José (Guadalupe, Santa Fe)
- Colegio Sagrada Familia (Córdoba)
- Colegio Espíritu Santo (Río Ceballos, Córdoba)
- Colegio Mercedes del Niño Jesús (Río Cuarto, Córdoba)
- Colegio San Francisco (Río Cuarto, Córdoba)
- Colegio Madre Mercedes Guerra (Santiago del Estero)
- Colegio Santa Isabel de Hungría (Salta)
- Colegio Fray Mamerto Esquiú (San Juan)
- Colegio Santa María de los Ángeles (Guaymallén, Mendoza)

http://www.htfc.org.ar/constituciones.html
- Datos: Q5481962